# Torgils Haraldsson
Torgils (Thorgils) Haraldsson (n. 893) príncipe de Noruega en el siglo IX, hijo de Harald I y Gyda Eiriksdottir de Hordaland.
Su figura histórica se ha pretendido vincular al caudillo vikingo del reino de Dublín, Turgesius, pero sin pruebas en firme que sea la misma persona.